# Czernichów (Silezië)
Czernichów is een dorp in het Poolse woiwodschap Silezië, in het district Żywiecki. De plaats maakt deel uit van de gemeente Czernichów en telt 1000 inwoners.